# Fort Abercrombie
Fort Abercrombie est un ancien poste militaire de la United States Army établi le 28 août 1857 à proximité de la rivière Rouge dans le Territoire du Dakota. Nommé d'après John Joseph Abercrombie, il était destiné à protéger les colons venus s'installer dans la région des attaques des Sioux. Il fut abandonné le 23 octobre 1878 et est aujourd'hui inscrit au Registre national des lieux historiques.